# Andrea Barzini
Andrea Barzini (Roma, 14 dicembre 1952) è un regista e sceneggiatore italiano.

## Biografia
Lavora principalmente per il circuito televisivo realizzando fiction.
Ha diretto anche alcune pellicole tra cui  Desiderando Giulia e Passo a due.

## Filmografia

### Cinema
- Desiderando Giulia (1986)
- Italia-Germania 4-3 (1990)
- Volevamo essere gli U2 (1992)
- Passo a due (2005)

### Televisione
- Flipper – film TV (1983)
- Chiara e gli altri – serie TV (1989)
- Il sassofono – film TV (1991)
- Hotel Alexandria – serie TV (1999)
- Don Matteo – serie TV (2001-2004)
- Io e mamma – serie TV (2007)
- Capri – serie TV (2007)
- Ho sposato uno sbirro – serie TV (2010)